# Uruguay a 2000. évi nyári olimpiai játékokon
Uruguay az ausztráliai Sydneyben megrendezett 2000. évi nyári olimpiai játékok egyik részt vevő nemzete volt. Az országot az olimpián 7 sportágban 15 sportoló képviselte, akik összesen 1 érmet szereztek.

## Érmesek
| Érem  | Versenyző      | Sportág      | Versenyszám       |
| ----- | -------------- | ------------ | ----------------- |
| Ezüst | Milton Wynants | Kerékpározás | Férfi pontverseny |

## Atlétika
Férfi
| Versenyző     | Versenyszám | Előfutam | Előfutam | Előfutam | Negyeddöntő | Negyeddöntő | Negyeddöntő | Elődöntő | Elődöntő | Elődöntő | Döntő   | Döntő    |
| Versenyző     | Versenyszám | Idő      | Hely.    | Össz.    | Idő         | Hely.       | Össz.       | Idő      | Hely.    | Össz.    | Idő     | Helyezés |
| ------------- | ----------- | -------- | -------- | -------- | ----------- | ----------- | ----------- | -------- | -------- | -------- | ------- | -------- |
| Heber Viera   | 100 m       | 10,54    | 4.       | 55.**    | kiesett     | kiesett     | kiesett     | kiesett  | kiesett  | kiesett  | kiesett | kiesett  |
| Heber Viera   | 200 m       | 20,82    | 4.       | 21.*     | 20,97       | 8.          | 30.         | kiesett  | kiesett  | kiesett  | kiesett | kiesett  |
| Néstor García | Maraton     |          |          |          |             |             |             |          |          |          | 2:22:30 | 46.      |

Női
| Versenyző        | Versenyszám | Selejtező | Selejtező | Döntő    | Döntő    |
| Versenyző        | Versenyszám | Eredmény  | Helyezés  | Eredmény | Helyezés |
| ---------------- | ----------- | --------- | --------- | -------- | -------- |
| Deborah Gyurcsek | Rúdugrás    | 415 cm    | 21.       | kiesett  | kiesett  |
| Mónica Falcioni  | Távolugrás  | 605 cm    | 33.       | kiesett  | kiesett  |

* - egy másik versenyzővel azonos eredményt ért el

** - két másik versenyzővel azonos eredményt ért el

## Cselgáncs
Férfi
| Versenyző      | Versenyszám | Selejtező         | 32-es főtábla                     | Nyolcaddöntő                               | Negyeddöntő                       | Elődöntő          | Vigaszág első kör | Vigaszág negyeddöntő                 | Vigaszág elődöntő              | Bronz- mérkőzés                | Döntő             | Helyezés |
| Versenyző      | Versenyszám | Ellenfél Eredmény | Ellenfél Eredmény                 | Ellenfél Eredmény                          | Ellenfél Eredmény                 | Ellenfél Eredmény | Ellenfél Eredmény | Ellenfél Eredmény                    | Ellenfél Eredmény              | Ellenfél Eredmény              | Ellenfél Eredmény | Helyezés |
| -------------- | ----------- | ----------------- | --------------------------------- | ------------------------------------------ | --------------------------------- | ----------------- | ----------------- | ------------------------------------ | ------------------------------ | ------------------------------ | ----------------- | -------- |
| Alvaro Paseyro | Váltósúly   | erőnyerő          | Farkhod Turayev (UZB) · 1010-0000 | Tsend-Ayuushiin Ochirbat (MGL) · 1001-0000 | Takimoto Makoto (JPN) · 0001-0001 |                   |                   | Ruszlan Szeilhanov (KAZ) · 1001-0001 | Kvak Okcshol (PRK) · 1000-0001 | Nuno Delgado (POR) · 0000-1011 |                   | 5.       |

## Kerékpározás

### Országúti kerékpározás
Férfi
| Versenyző     | Versenyszám   | Idő           | Helyezés      |
| ------------- | ------------- | ------------- | ------------- |
| Gregorio Bare | Mezőnyverseny | nem ért célba | nem ért célba |

### Pálya-kerékpározás
Pontversenyek
| Név            | Versenyszám       | Pont | Körhátrány | Helyezés |
| -------------- | ----------------- | ---- | ---------- | -------- |
| Milton Wynants | Férfi pontverseny | 18   | -1         |          |

## Lovaglás
Lovastusa
| Versenyző       | Ló        | Versenyszám | Díjlovaglás | Díjlovaglás | Tereplovaglás | Tereplovaglás | Tereplovaglás | Díjugratás | Díjugratás | Végeredmény   | Végeredmény   |
| Versenyző       | Ló        | Versenyszám | Bünt.       | Hely.       | Bünt.         | Hely.         | Össz.         | Bünt.      | Hely.      | Bünt.         | Helyezés      |
| --------------- | --------- | ----------- | ----------- | ----------- | ------------- | ------------- | ------------- | ---------- | ---------- | ------------- | ------------- |
| Jorge Fernández | Tiberio   | Egyéni      | 74,00       | 35.         | nem ért célba | nem ért célba | nem ért célba | nem indult | nem indult | nem ért célba | nem ért célba |
| Henry Gramajo   | Potencial | Egyéni      | 83,00       | 37.         | nem ért célba | nem ért célba | nem ért célba | nem indult | nem indult | nem ért célba | nem ért célba |

## Sportlövészet
Férfi
| Versenyző   | Versenyszám | Selejtező | Selejtező | Döntő   | Döntő    |
| Versenyző   | Versenyszám | Pont      | Helyezés  | Pont    | Helyezés |
| ----------- | ----------- | --------- | --------- | ------- | -------- |
| Luis Méndez | Légpisztoly | 556       | 41.       | kiesett | kiesett  |

## Úszás
Férfi
| Versenyző         | Versenyszám  | Előfutam | Előfutam | Előfutam | Elődöntő | Elődöntő | Elődöntő | Döntő   | Döntő    |
| Versenyző         | Versenyszám  | Idő      | Hely.    | Össz.    | Idő      | Hely.    | Össz.    | Idő     | Helyezés |
| ----------------- | ------------ | -------- | -------- | -------- | -------- | -------- | -------- | ------- | -------- |
| Paul Kutscher     | 50 m gyors   | 23,90    | 4.       | 48.      | kiesett  | kiesett  | kiesett  | kiesett | kiesett  |
| Paul Kutscher     | 100 m gyors  | 52,22    | 1.       | 46.      | kiesett  | kiesett  | kiesett  | kiesett | kiesett  |
| Diego Gallo       | 100 m hát    | 58,18    | 2.       | 41.      | kiesett  | kiesett  | kiesett  | kiesett | kiesett  |
| Francisco Picasso | 200 m vegyes | 2:10,97  | 8.       | 52.      | kiesett  | kiesett  | kiesett  | kiesett | kiesett  |

Női
| Versenyző         | Versenyszám | Előfutam | Előfutam | Előfutam | Elődöntő | Elődöntő | Elődöntő | Döntő   | Döntő    |
| Versenyző         | Versenyszám | Idő      | Hely.    | Össz.    | Idő      | Hely.    | Össz.    | Idő     | Helyezés |
| ----------------- | ----------- | -------- | -------- | -------- | -------- | -------- | -------- | ------- | -------- |
| Serrana Fernández | 100 m hát   | 1:06,57  | 5.*      | 38.*     | kiesett  | kiesett  | kiesett  | kiesett | kiesett  |

* - egy másik versenyzővel azonos eredményt ért el

## Vitorlázás
Nyílt
| Versenyző     | Versenyszám | Futam | Futam | Futam | Futam | Futam | Futam | Futam | Futam | Futam | Futam | Futam | Pontszám | Helyezés |
| Versenyző     | Versenyszám | 1     | 2     | 3     | 4     | 5     | 6     | 7     | 8     | 9     | 10    | 11    | Pontszám | Helyezés |
| ------------- | ----------- | ----- | ----- | ----- | ----- | ----- | ----- | ----- | ----- | ----- | ----- | ----- | -------- | -------- |
| Adolfo Carrau | Laser       | 20    | (35)  | 29    | 25    | 27    | 27    | (33)  | 27    | 21    | 29    | 25    | 230,0    | 30.      |